# Progil
Progil (Produits Chimiques Gillet) war ein 1918 gegründetes französische Chemieunternehmen.

## Geschichte
Das Unternehmen entstand durch Bündelung der Chemieaktivität der Groupe Gillet. 1972 entstand die Rhone-Progil und 1975 übernahm Rhône-Poulenc die Progil. Das Unternehmen, welches sich in der Anfangszeit auf Arseninsektizide spezialisiert hatte, war Anmelderin zahlreicher Patente und in vielen Bereichen tätig (Chlor, Phosphat, Kunststoffe und Petrochemie).